# オリゴキフス
オリゴキフス (Oligokyphus) は中生代ジュラ紀前期に生息していた単弓類の絶滅した属。単弓綱 - 獣弓目 - キノドン亜目 - トリティロドン科に属する。この生物の属するトリティロドン科は、哺乳類以外のキノドン類としては最後のグループ。学名は“小さな瘤”の意。化石は北アメリカ、ヨーロッパと中国の全域で発見されている。

## 特徴
全長約50cm。体幹は細長く、外観上はイタチに似ていた。四肢は身体の下方に伸び、直立していた。頭骨は、極めて哺乳類的。そのため発見当初は初期の哺乳類であると考えられていた。しかし、哺乳類の特徴である麟状骨（側頭骨の一部） - 歯骨（下顎骨）の関節に加え、痕跡的ながらも方形骨（哺乳類の砧骨と相同） - 関節骨（同槌骨）関節も保持していた。そのため現在は哺乳類から外され、キノドン亜目のトリティロドン科として分類されている。口蓋は二次口蓋により、鼻腔と口腔が分離されている。歯列は真の哺乳類、特に齧歯類や多丘歯類にかなり似通っていた。犬歯を失い、切歯が大きく発達していた。そして、その後方の臼歯との間には大きな隙間が空いている。臼歯は畝を為しそれが上下が噛み合う構造になっている。かれらはこれで、硬い木の実や草の実などを食べていたと思われる。